# Usines à Asnières
Usines à Asnières ou Usines à Asnières vues du quai de Clichy ou Fabriques d'Asnières vues du quai de Clichy, ou Usines à Clichy est un tableau réalisé par le peintre néerlandais Vincent van Gogh durant l'été 1887. De format horizontal, cette huile sur toile est un paysage urbain qui représente des usines aux cheminées fumantes à Asnières-sur-Seine, dans la région parisienne, en France. Passée entre les mains du père Tanguy puis par la galerie Bernheim-Jeune, l'œuvre est conservée depuis 1959 au musée d'Art de Saint-Louis, à Saint-Louis, dans le Missouri, aux États-Unis.

## Le sujet et le titre du tableau
Le choix d'un site urbain ingrat, de banlieue industrielle, se démarque de la tradition plus champêtre des premiers impressionnistes, mais s'inscrit dans une tradition picturale qui remonte aux débuts de l'industrialisation.
Dans ce tableau, Van Gogh abandonne un instant les vues pittoresques de la rive nord de la Seine, lieux de plaisirs et de détente populaires qu'ont immortalisés les impressionnistes  et les pointillistes, pour regarder de l'autre côté du fleuve, vers la banlieue industrielle et ses usines où trime, dans un environnement sans charme, une classe ouvrière reléguée aux marges de la ville lumière.

La localisation exacte des usines dépeintes dans le tableau, et donc le titre de la toile, font débat. À l'époque, en effet, Asnières est encore un village dont les restaurants, les guinguettes, le canotage et les baignades en Seine attirent les Parisiens en mal de grand air. C'est Émile Bernard, dont les parents possèdent une propriété avenue de la Lauzière, qui a fait découvrir l'endroit à Vincent Van Gogh . Paul Signac y vit également. Les peintres y travaillent depuis longtemps sur le motif. Claude Monet et Pierre-Auguste Renoir s'y rendent fréquemment (La Seine à Asnières : 1873 et 1879, respectivement). Les usines de Clichy figurent au second plan, de l'autre côté de la Seine, dans les Une baignade à Asnières de Georges Seurat (1884). Van Gogh a d'ailleurs immortalisé dans de nombreuses toiles le caractère champêtre d'Asnières.

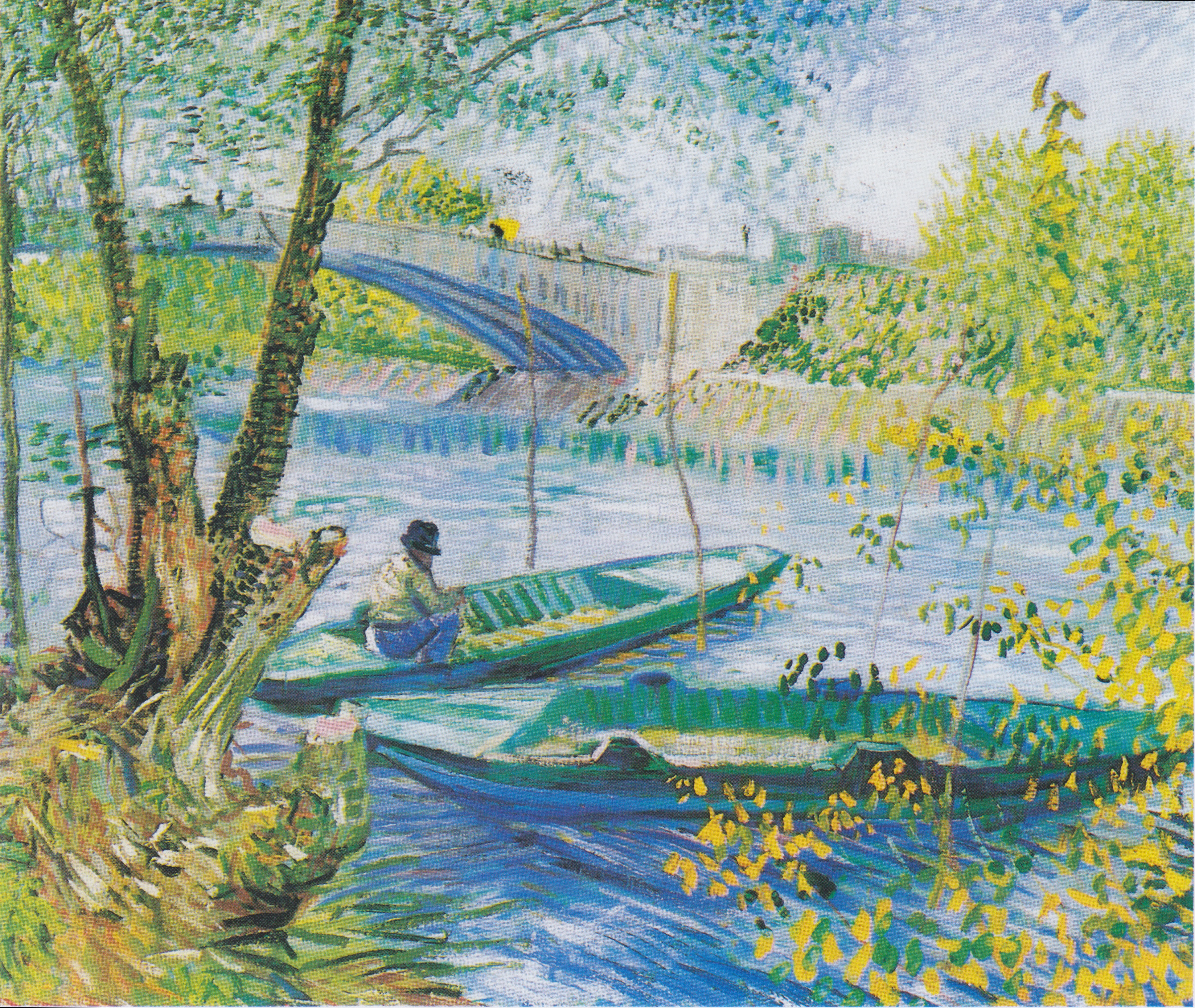
V. Van Gogh : Pêcheur et barques au pont de Clichy.
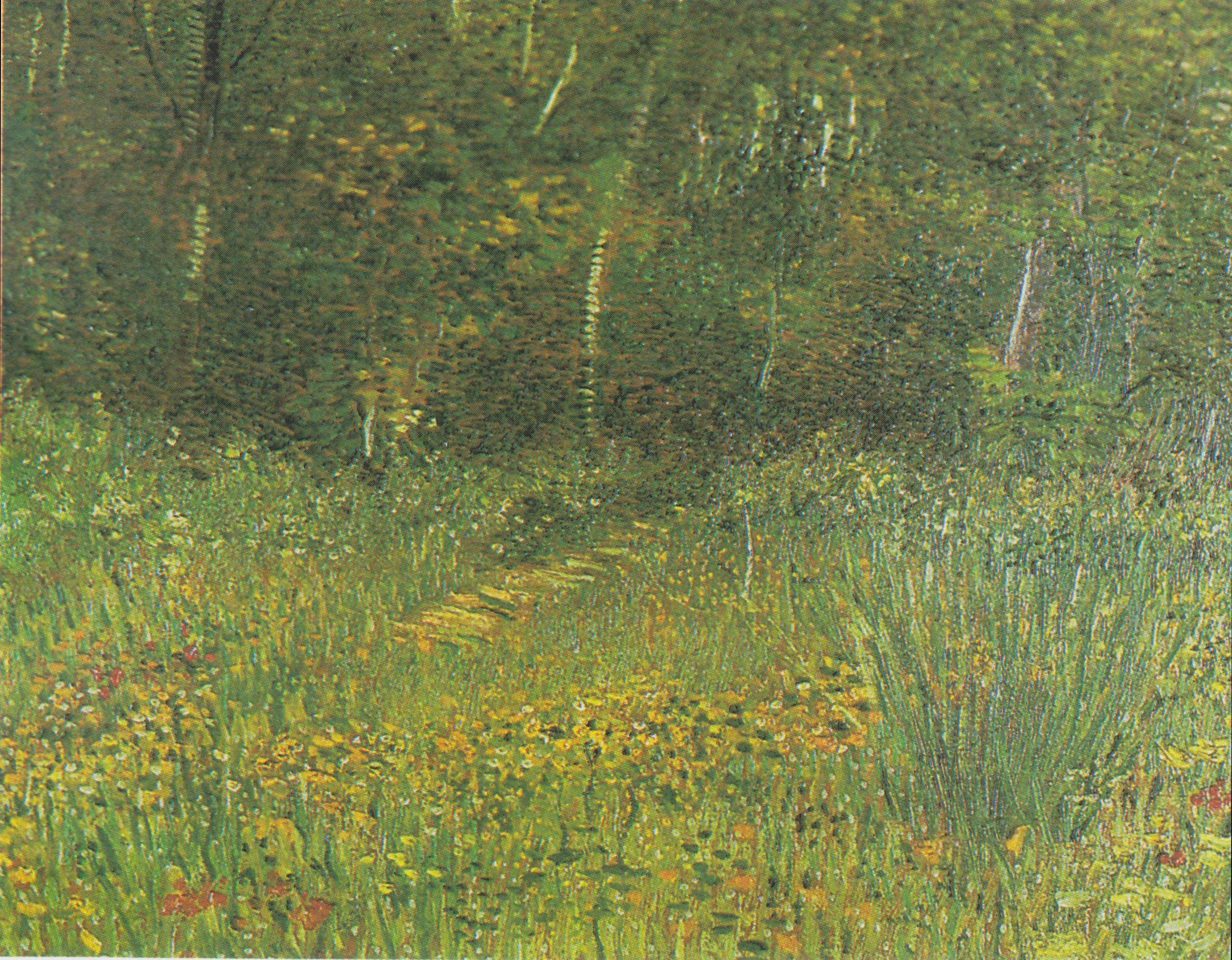
V. Van Gogh : Parc à Asnières.
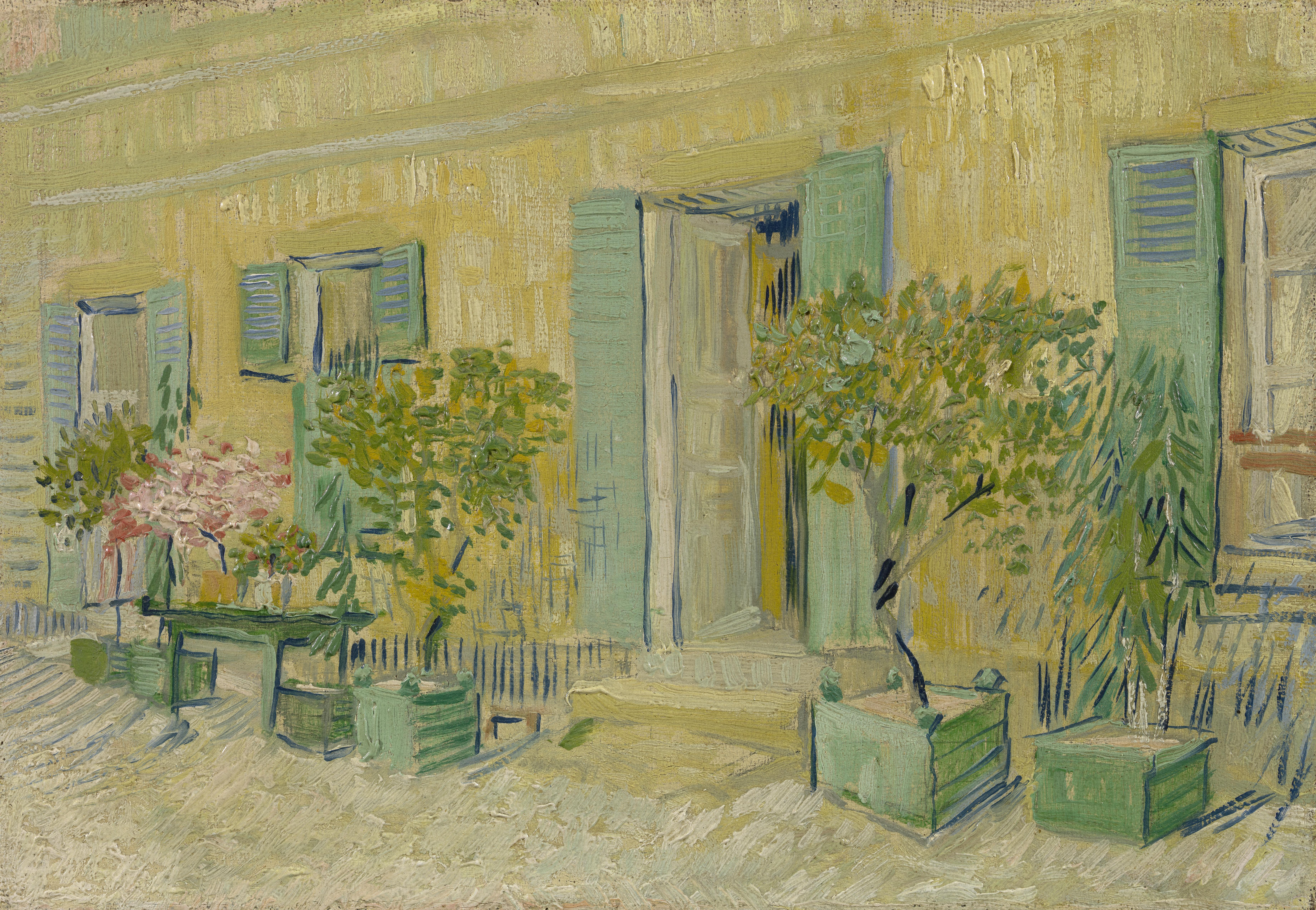
V. Van Gogh : Devanture d'un restaurant à Asnières.
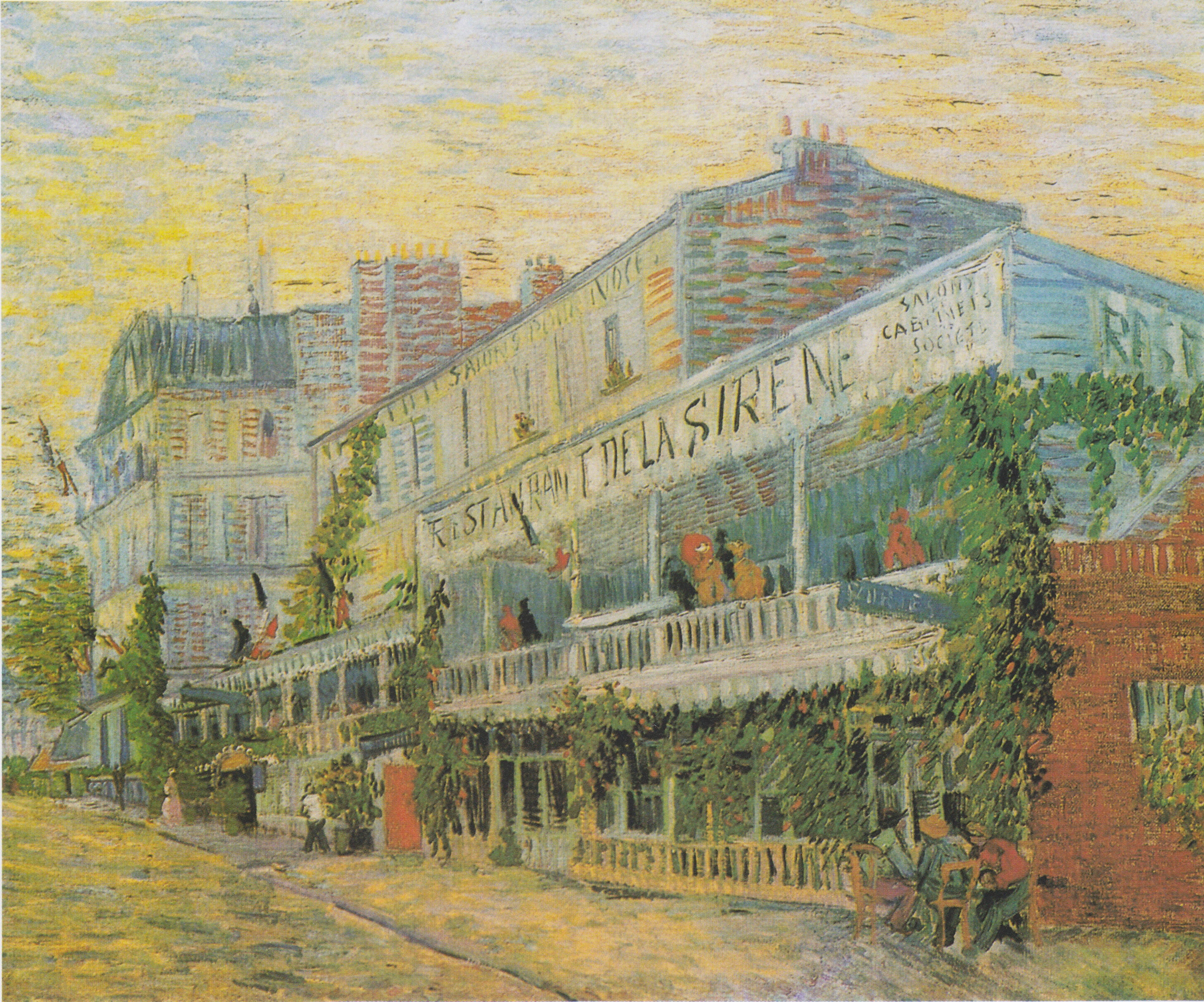
V. Van Gogh : Restaurant la Sirène à Asnières.

À l'inverse d'Asnières, Clichy, située sur la rive opposée du fleuve, est alors une commune en pleine explosion industrielle, dominée par les usines chimiques, les savonneries et l'industrie textile. En 1848, la ville compte 137 blanchisseries industrielles. On y trouve également un verrerie (Maes 1840-1870) dont les émanations sulfureuses protègent les vignes alentour du mildiou. En 1845, la teinturerie industrielle Boutarel y traite chaque année 9 millions de mètres de tissu, l'entreprise Cusinberche y produit 40 000 chandelles par jour. Ces activités voisinent avec la production de céruse ou de pesticides comme la strychnine.

« Asnières, port national de plaisance, Mecque du canotage, étale ses séductions, ses cafés restaurants bariolés, son casino, son château et ses quais le long de la Seine, en face de Levallois et de Clichy-la-Garenne, avec lesquels elle forme un violent contraste. Il faut la voir par un matin ensoleillé, depuis les rives poussiéreuses de Clichy... »

— Louis Barron, Les environs de Paris

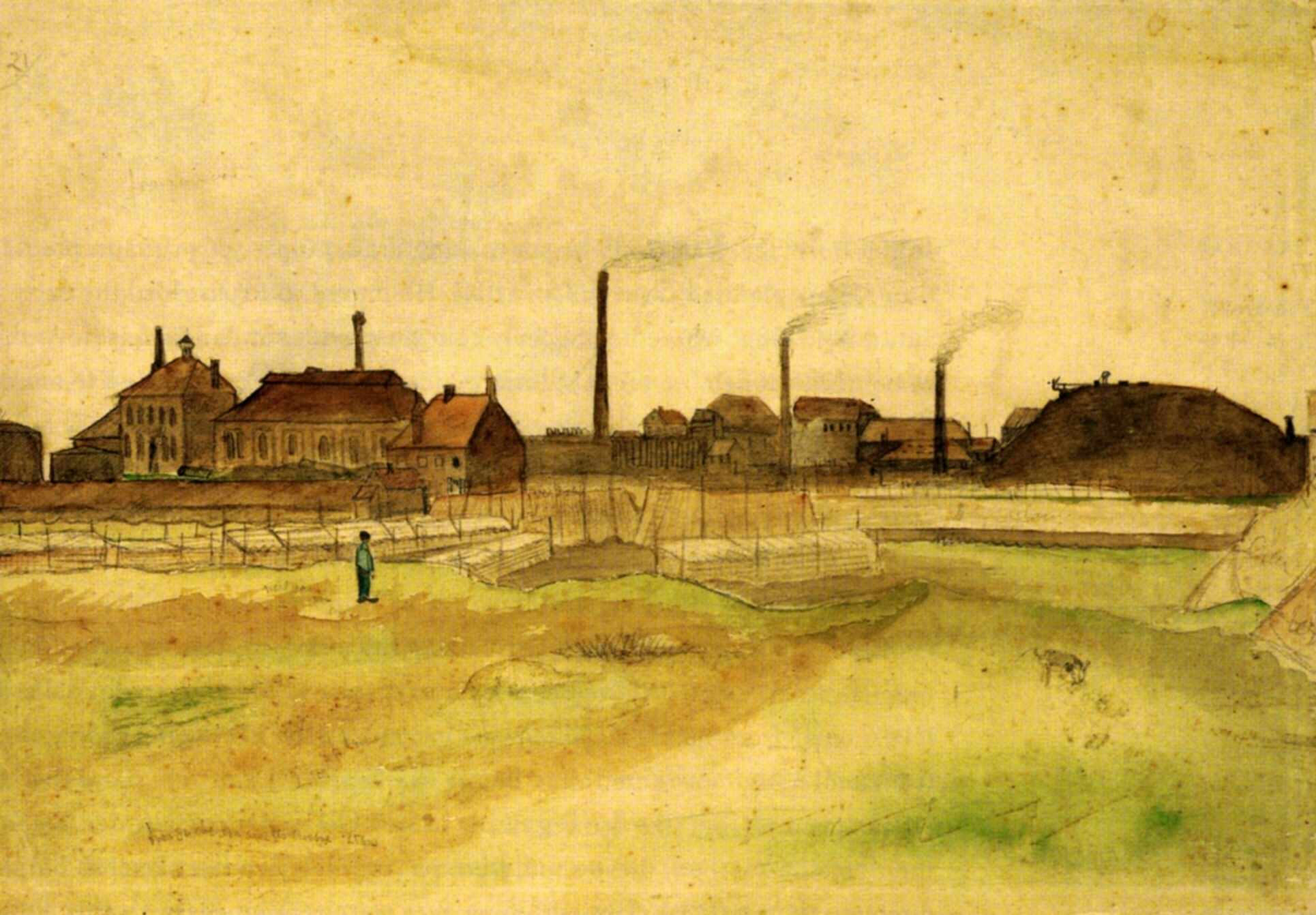
Vincent van Gogh : Mine de Charbon dans le Borinage (1879).

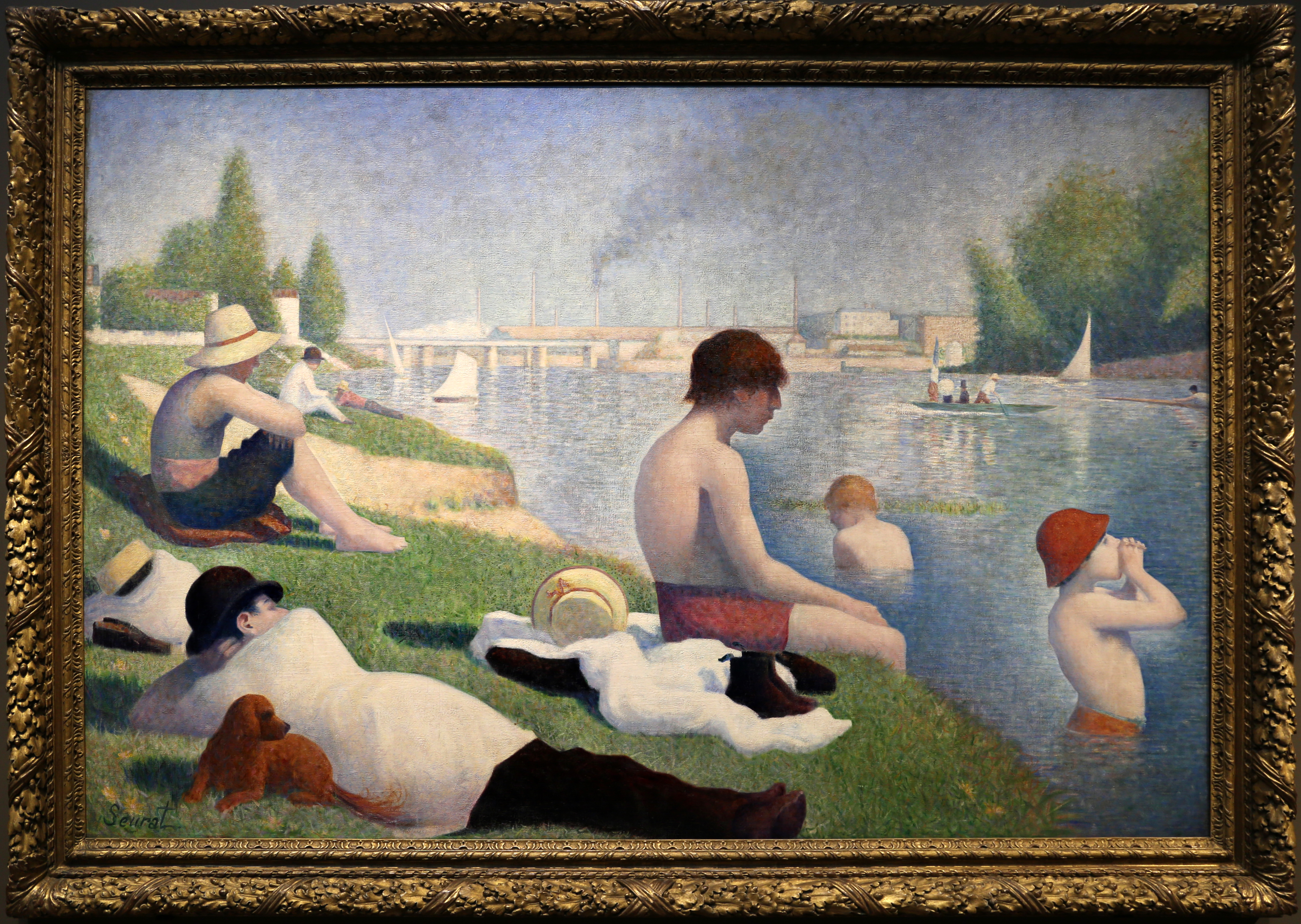
Georges Seurat : Une baignade à Asnières (1884).

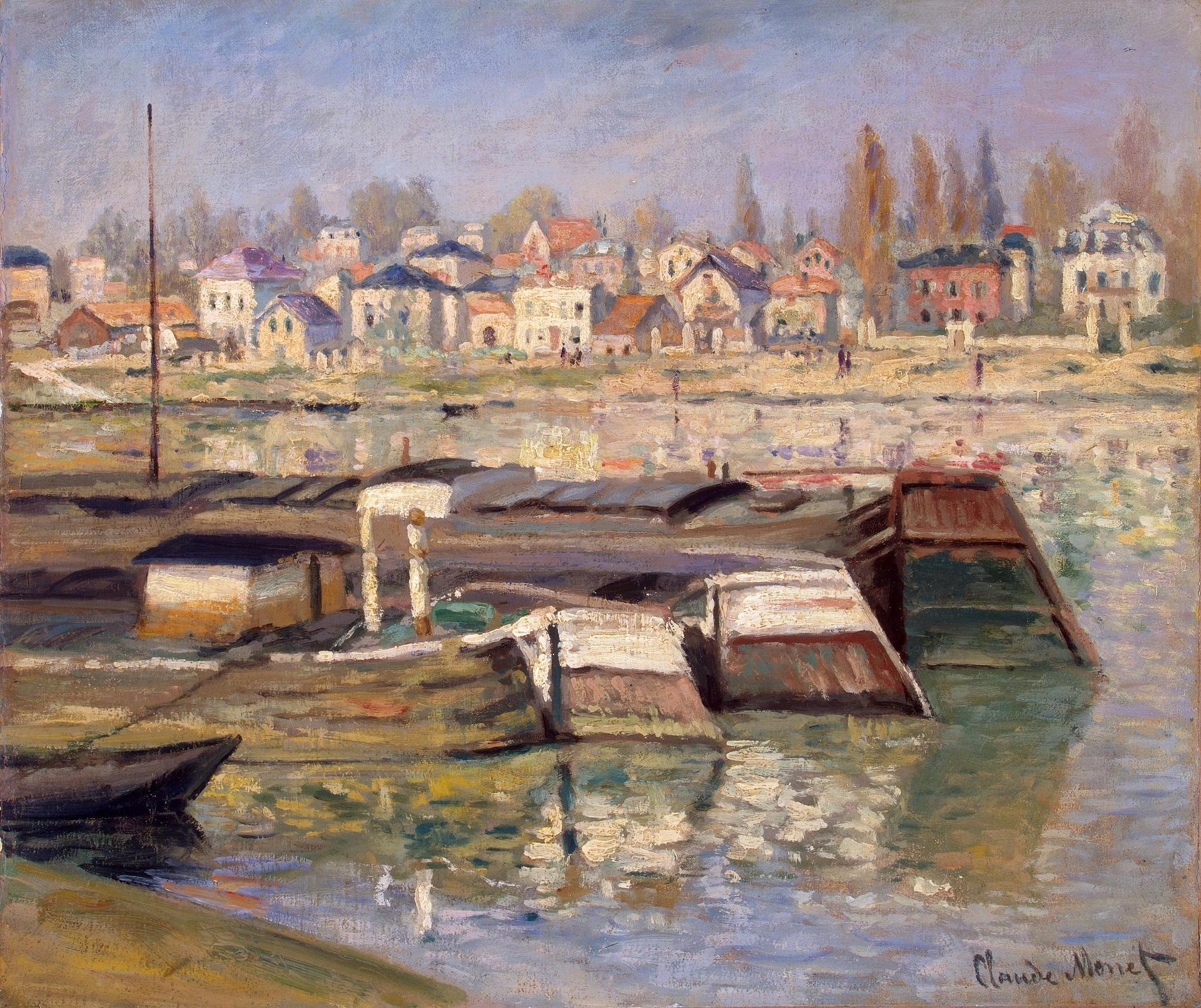
Claude Monet : La Seine à Asnières (1873).

Cette dissymétrie entre Asnières la champêtre et Clichy l'industrielle incite la plupart des auteurs à renverser la perspective et à rebaptiser la toile — souvent nommée Usines à Asnières vues du quai de Clichy — Usines à Clichy. C'est le titre sous lequel elle est actuellement exposée à Saint-Louis.

## Toile
Le tableau, peint en 1887, est une peinture à l'huile au format horizontal et fait partie d'une série de trois triptyques dans lesquels Van Gogh traite les paysages de bords de Seine : la Grande Jatte (entre Neuilly-sur-Seine et Levallois-Perret), Clichy et Asnières.
La toile est divisée en trois bandes horizontales : un champ, traitée avec une technique pointilliste, des usines dont les cheminées, surgissant derrière les toits de tuiles rouges, crachent une fumée noire, dans un ciel gris-bleu. Un couple se tient au centre du champ, séparé des usines par une barrière continue de piquets. La composition rappelle la Mine de Charbon dans le Borinage, du même auteur, qui date de 1879,,.
À Paris, Van Gogh s'intéresse aux conditions de vie des couches populaires dans le nouveau paysage industriel qui s'installe dans les faubourgs et les banlieues. Le traitement de ses Usines à Clichy reflète une vision pessimiste de l'industrialisation et de la condition ouvrière en usine.

## Parcours
En 1894, le tableau est entre les mains du Père Tanguy, quand il est vendu avec sa succession. Il passe ensuite par plusieurs galeries et un propriétaire privé avant de quitter la France pour l'Angleterre (Gustav Robinow, 1911), puis l'Allemagne (Paul M. et Emily Robinow, de 1914 à 1928), les Pays-Bas et les États-Unis (Wilhelm Weinberg, de 1930 à 1957). M. Knoedler & Co. en devient propriétaire en 1957 et le musée d'Art de Saint-Louis le lui achète en 1959.